# David de Mévius
Le baron David de Mévius, né le 20 juin 1857 à Bruxelles et mort le 8 mai 1936 à Rhisnes, est un homme politique belge catholique et un industriel actif dans la brasserie.

## Distinctions
- Grand officier de l'ordre de Léopold.
- Grand-croix de l'ordre de la Couronne en 1932.
- Croix civique de 1reclasse.